# Bad Investigate
Bad Investigate ist ein Kriminalfilm des portugiesischen Filmregisseurs Luís Ismael aus dem Jahr 2018. Der Film beginnt als  Kriminalkomödie und entwickelt sich danach phasenweise zum actionreichen Gangsterfilm.
Der Filmtitel bezieht sich auf ein Zitat aus dem Film, als ein falscher Polizist den angefahrenen FBI-Agenten in mangelhaftem Englisch als schlechten Ermittler bezeichnen möchte und ihn einen bad Investigate nennt (statt richtiger bad investigator, korrekt eigentlich bad detective).

## Handlung
Alex ist ein ehemaliger Polizist, voller Vorurteile und Neigungen zu einfachen Freuden, der mit seiner Frau und der kleinen Tochter mühsam ein Familienleben aufrechterhält. Sein Partner Cid ist ein etwas nerdiger, etwas naiver und verkopfter Junggeselle, der es nicht geschafft hat, bei der Polizei aufgenommen zu werden und weiter bei seiner nervenden Mutter lebt. Cid ist in Cátia verliebt, die hübsche, aber eigenwillige Kindergärtnerin von Alex' Tochter.
Alex und Cid bestreiten ihren Lebensunterhalt, in dem sie ohne Lizenz als Detektive für misstrauische Ehefrauen ihre untreuen Männer ausspionieren und von beiden kassieren, was sie aber notgedrungen selbst vor dem engsten Umfeld geheim halten müssen. Der korrupte stellvertretende Kommissar Romeu kennt ihr Geschäftsmodell und hat sie deswegen in der Hand, lässt sie aber nicht auffliegen, so lange sie ihm im Gegenzug heikle Einsätze abnehmen und er die Tatverdächtigen dann nur noch einsammeln muss. Der ungemütliche und unbestechlich konsequente Kriminalinspektor Canhão ist Romeus Gegenspieler und verdächtigt ihn bereits illegaler Machenschaften bei der Amtsausübung.
Als ein legendärer und international gesuchter Drogengangster, der Spanier Xavier, auf Rachefeldzug für seinen ermordeten Bruder nach Porto kommt, versetzt dies die Polizei der Stadt in Alarmbereitschaft. Zudem kommt der FBI-Agent Sam Folkes nach Porto, um Xavier mit Hilfe der portugiesischen Polizei festzunehmen.
Der ehrgeizige Romeu, der trotz aller Bemühungen bislang keine Beförderung erreichen konnte, sieht jetzt seine Chance gekommen, mit einer Festnahme des international gesuchten Verbrechers den verhassten Zusatz „stellvertretend“ vor seinem Titel endlich zu überwinden und den Inspektor Canhão dabei auch gleich auszubooten. Er zwingt Alex und Cid, den FBI-Agenten abzufangen und sich als portugiesische Beamte auszugeben, um am Ende ihm statt dem Inspektor die öffentlichkeitswirksame Festnahme Xaviers zu ermöglichen.
Zwischen dem skrupellosen Xavier und internationalen Drogenkartellen, den gegeneinander arbeitenden Polizeieinheiten und den professionellen Anforderungen des FBI-Agenten, ihren eigenen Detektivaufträgen und einem mühsam mit ihrer Tätigkeit in Einklang zu bringendem Privatleben manövrieren sich die beiden durch glückliche und unglückliche Wendungen, vorbei an Gewalt und Mord auf allen Seiten, und philosophieren dabei über Frauen und Beziehungen, bis am Ende Romeus korrupte Seilschaft in der Polizei in Handschellen endet und Inspektor Canhão von der Presse als erfolgreicher Jäger Xaviers gefeiert wird. Auch für die juristisch unbehelligt bleibenden Alex und Cid bahnt sich nun ein Happy End an, was jedoch unerwartet ein marginalisierter Straßeninformant abrupt beendet. Dieser wurde von einem einflussreichen Opfer der Erpressungsversuche der beiden Hobbydetektive angeheuert und setzt nun seine Sprengkünste gegen die beiden ein, die sich bisher für weniger Geld von ihm haben helfen lassen. Der Film endet mit einem lauten Knall und dem danach in Flammen aufgehenden Ford-Oldtimer von Alex und seinem Beifahrer Cid an einer Ampel mitten in Porto.

## Produktion
Der Film wurde in Porto und an Orten in Nordportugal und der angrenzenden nordspanischen Region Galicien gedreht. Produziert wurde er von der portugiesischen Produktionsfirma Lightbox unter finanzieller Beteiligung der portugiesischen Filmförderung (ICA) und mehrerer Sponsoren, insbesondere private Unternehmen und einige kommunale und öffentliche Stellen.
Der Film baut mit seinen kriminalkomödiantischen Anteilen auf der erfolgreichen Balas & Bolinhos-Trilogie des Produzentenduos auf, entwickelt hier aber auch eine  ernsthaftere Spannungskurve und ist sowohl dramaturgisch als auch produktionstechnisch aufwändiger als ihre drei vorausgegangenen portugiesischen Kriminalkomödien-Kultfilme. Der bekannte spanische Schauspieler Enrique Arce als skrupelloser, trotz allen Mordens aber nicht ganz gefühlloser Xavier und Carmen Méndez als seine geliebte Maria, zusammen mit dem vom spanischen Schauspieler Salvador del Río gespielten, der Rache verfallenden Priester, fügen dem Film einen dramatischen Erzählstrang ohne jeden Humor und stattdessen mit Action und Thrill hinzu, während das Aufeinanderprallen des korrekten US-amerikanischen FBI-Agenten (glaubhaft vom portugiesischen Schauspieler Eric da Silva dargestellt) und der beiden völlig unprofessionellen falschen Polizisten Alex und Cid (und weitere, parodistisch hemdsärmelig und unkorrekt auftretende echte Polizisten) für eine Reihe komischer Momente sorgt, als eine Konstante des Films.
Die ausdrucksstarke Stimme des Mão-Morta-Sängers Adolfo Luxúria Canibal begleitet den Zuschauer als Sprecher aus dem Off durch den Film und verleiht ihm eine subkulturelle Note, und auch die Filmmusik zeigt gelegentlich subkulturelle Anleihen, etwa wenn Lieder von Bands wie den Black Lips zu hören sind oder Musik mit wechselnden Einflüssen aus Funk, Soul und Psychedelic Rock gelegentlich Einflüsse von B-Movies andeuten.

## Rezeption
Der Film kam am 18. Januar 2018 in die Kinos und wurde ein Publikumserfolg. Mit seinen 45.823 Besuchern erreichte er nicht ganz den Erfolg der vorangegangenen Trilogie des Regisseurs Luís Ismael, gehört aber dennoch zu den erfolgreichsten portugiesischen Filmen seit 2004 (Beginn der öffentlich geführten Box-Office-Statistiken durch das portugiesische Filminstitut ICA).
Bad Investigate war danach für eine Vielzahl Filmpreise nominiert und wurde bei den Gold Movie Awards, den Los Angeles Theatrical Release Competition & Awards und dem WorldFest Houston ausgezeichnet.
Am 2. Februar 2020 lief der Film erstmals im portugiesischen Fernsehen, bei RTP1, wo er am 26. Oktober 2020 wiederholt wurde.
Bad Investigate erschien 2018 bei ZON Audiovisuais auf DVD.